# Kovács Lajos (labdarúgó, 1894)
Kovács Lajos (Budapest, 1894. április 27. – New York, 1961. december 17.) válogatott labdarúgó, hátvéd, edző.

## Pályafutása

### A válogatottban
1922-ben két alkalommal szerepelt a magyar válogatottban.

## Sikerei, díjai

### Játékosként
- Magyar bajnokság
  - bajnok: 1913–14

## Statisztika

### Mérkőzései a válogatottban
| Magyarország | Magyarország     | Magyarország              | Magyarország  | Magyarország | Magyarország | Magyarország | Magyarország | Magyarország |
| #            | Dátum            | Helyszín                  | Hazai         | Eredmény     | Vendég       | Kiírás       | Gólok        | Esemény      |
| ------------ | ---------------- | ------------------------- | ------------- | ------------ | ------------ | ------------ | ------------ | ------------ |
| 1.           | 1922. május 14.  | Krakkó                    | Lengyelország | 0 – 3        | Magyarország | barátságos   | -            |              |
| 2.           | 1922. június 15. | Budapest, Üllői úti pálya | Magyarország  | 1 – 1        | Svájc        | barátságos   | -            | 47'          |
|              | Összesen         |                           |               | 2            | mérkőzés     |              | 0            | gól          |